# Рипарелли, Жак
Жак Рипарелли (итал. Jacques Riparelli; род. 27 марта 1983, Яунде) — итальянский легкоатлет камерунского происхождения, специалист по бегу на короткие дистанции. Выступает на профессиональном уровне с 2002 года, чемпион Средиземноморских игр, многократный победитель и призёр первенств национального значения, участник двух летних Олимпийских игр.

## Биография
Жак Рипарелли родился 27 марта 1983 года в городе Яунде, Камерун, в семье отца-итальянца и матери-камерунки. В возрасте четырёх лет вместе с родителями переехал на постоянное жительство в Италию.
Выступал на различных легкоатлетических стартах национального уровня начиная с 2002 года, специализировался на спринтерских дисциплинах.
В 2007 году вошёл в основной состав итальянской сборной и выступил в эстафете 4 × 100 метров на чемпионате мира в Осаке.
Благодаря череде удачных выступлений в 2008 году удостоился права защищать честь страны на летних Олимпийских играх в Пекине — на предварительном квалификационном этапе эстафеты 4 × 100 метров их команда была дисквалифицирована и в финал не вышла.
В 2010 году в беге на 60 метров одержал победу на зимнем чемпионате Италии в Турине, в эстафете 4 × 100 метров победил на летнем чемпионате Италии в Гроссето.
В 2011 году бежал эстафету на командном чемпионате Европы в Стокгольме.
На чемпионате Европы 2012 года в Хельсинки дошёл до полуфинала в беге на 100 метров, тогда как в эстафете 4 × 100 метров остановился на предварительном этапе. Принимал участие в Олимпийских играх в Лондоне — в программе эстафеты 4 × 100 метров не смог пройти дальше предварительного квалификационного этапа.
В 2013 году участвовал в командном чемпионате Европы в Гейтсхеде. На Средиземноморских играх в Мерсине финишировал пятым в индивидуальном беге на 100 метров и завоевал золото в эстафете 4 × 100 метров.
В 2015 году в эстафете 4 × 100 метров выиграл этап Бриллиантовой лиги Stockholm Bauhaus Athletics, в 100-метровой дисциплине стартовал на чемпионате мира в Пекине.